# Entines
Entines (también llamada San Orente de Entines y oficialmente llamada San Ourente de Entíns) es una parroquia española del municipio de Outes, en la provincia de La Coruña, Galicia.

## Entidades de población
Entidades de población que forman parte de la parroquia:
- A Cepa
- A Costiña
- A Poza
- A Seara
- A Vousacova
- Banzas
- Brenzo
- Buíste
- Cabanamoura
- Canizos
- Dis
- Esfarrapa
- Formigueiro
- Galteiros
- Gende
- Labacolla
- Lugar de Arriba
- Mosteiro
- Mourelos
- O Areal
- O Baleixo
- O Canle
- O Cotro
- O Piñeiro
- Oroña
- Os Casais
- Os Cruceiros
- Os Muíños
- Ousesende
- O Valado
- O Vilar
- Quintela
- Sacido
- Sarnón

## Despoblado
- O Curro

## Demografía
| Gráfica de evolución demográfica de Entines entre 2000 y 2019 |
|                                                               |
| Datos según el nomenclátor publicado por el INE.              |